# Воронежский академический театр драмы имени А. В. Кольцова
Воро́нежский госуда́рственный академи́ческий теа́тр дра́мы имени А. В. Кольцова — драматический театр в Воронеже. Один из старейших театров России, основан в 1787 году.

## История театра

### XIX век

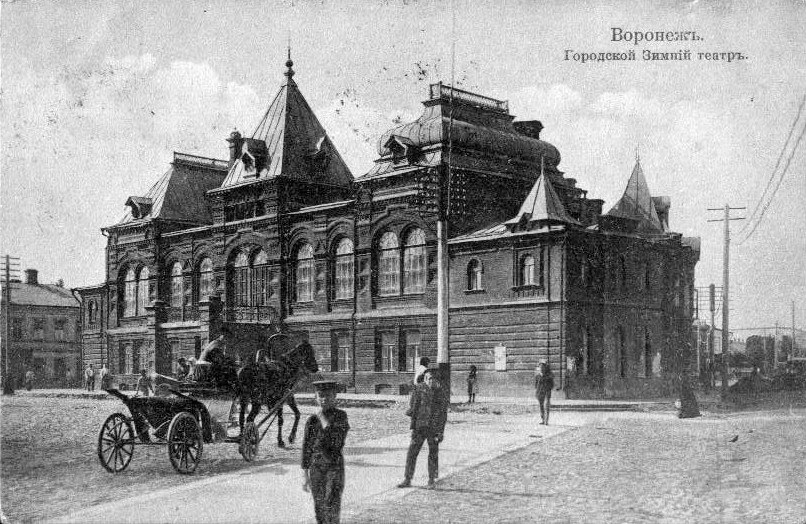
Начало XIX—XX века

История возникновения театра начинается с 1787 года. Тогда в помещении бывшего дома В. А. Черткова открылся профессиональный Воронежский публичный театр. Публике была представлена опера «Мельник — колдун, обманщик и сват».
Побывавший в Воронеже в 1802 году известный российский мемуарист и знакомый Пушкина Филипп Вигель в своих «Записках» писал: «В одном только Воронеже была тогда вольная труппа, составившаяся из охотников и отпущенных на волю крепостных актёров».
В 1821 году было построено новое здание театра.

### Конец XIX века — начало XX века
В 1886 году здание театра было перестроено в русском стиле. В 1897—1917 годах содержателем и директором театра был Вениамин Иванович Никулин. С 1919 года театр назывался Воронежский Большой советский театр.

### Советский период
- После Октябрьской революции Воронежский театр становится одним из ведущих художественных коллективов РСФСР.
- В 1937 году театр становится Воронежским государственным драматическим театром; здание театра подвергается капитальной реконструкции;
- В 1942 году здание было разрушено в результате бомбёжек. В 1947 году оно было восстановлено. Авторы проекта восстановления и реконструкции архитекторы Н.В. Александров и Н. Данилов (отмечен третьей  премией Всероссийского конкурса на лучшие здания, построенные в РСФСР в 1947 г., проводимого Управлением по делам архитектуры при СМ РСФСР. / Советское искусство, 1948, 17 апр., с.1, 5 июня, с.4.)
- В годы Великой Отечественной войны театр, находясь в эвакуации, работал в Стерлитамаке и Копейске.

В 1959 году Указом Президиума Верховного Совета РСФСР Воронежскому государственному драматическому театру было присвоено имя Алексея Васильевича Кольцова. За год до этого главный режиссёр театра Фирс Ефимович Шишигин поставил спектакль «Алексей Кольцов» по одноимённой повести В. А. Кораблинова. Премьера состоялась в мае 1958 года. Воронежский писатель и журналист Валентин Ющенко писал в то время:
Режиссёр отказался от традиции, когда хоровое исполнение выносится за кулисы. Хор непрерывно присутствует на сцене и является активным действующим лицом. Воссоздание на нашей сцене образа славного поэта — праздничное событие в культурной жизни города.
19 июня 1958 года в рамках Декады профессионального и самодеятельного искусства Воронежской области в Москве спектакль «Алексей Кольцов» был показан на сцене театра имени Маяковского. Многие актёры воронежского театра после этого были награждены почётными званиями.
В 1978 театру было присвоено звание академического.

### Современный период

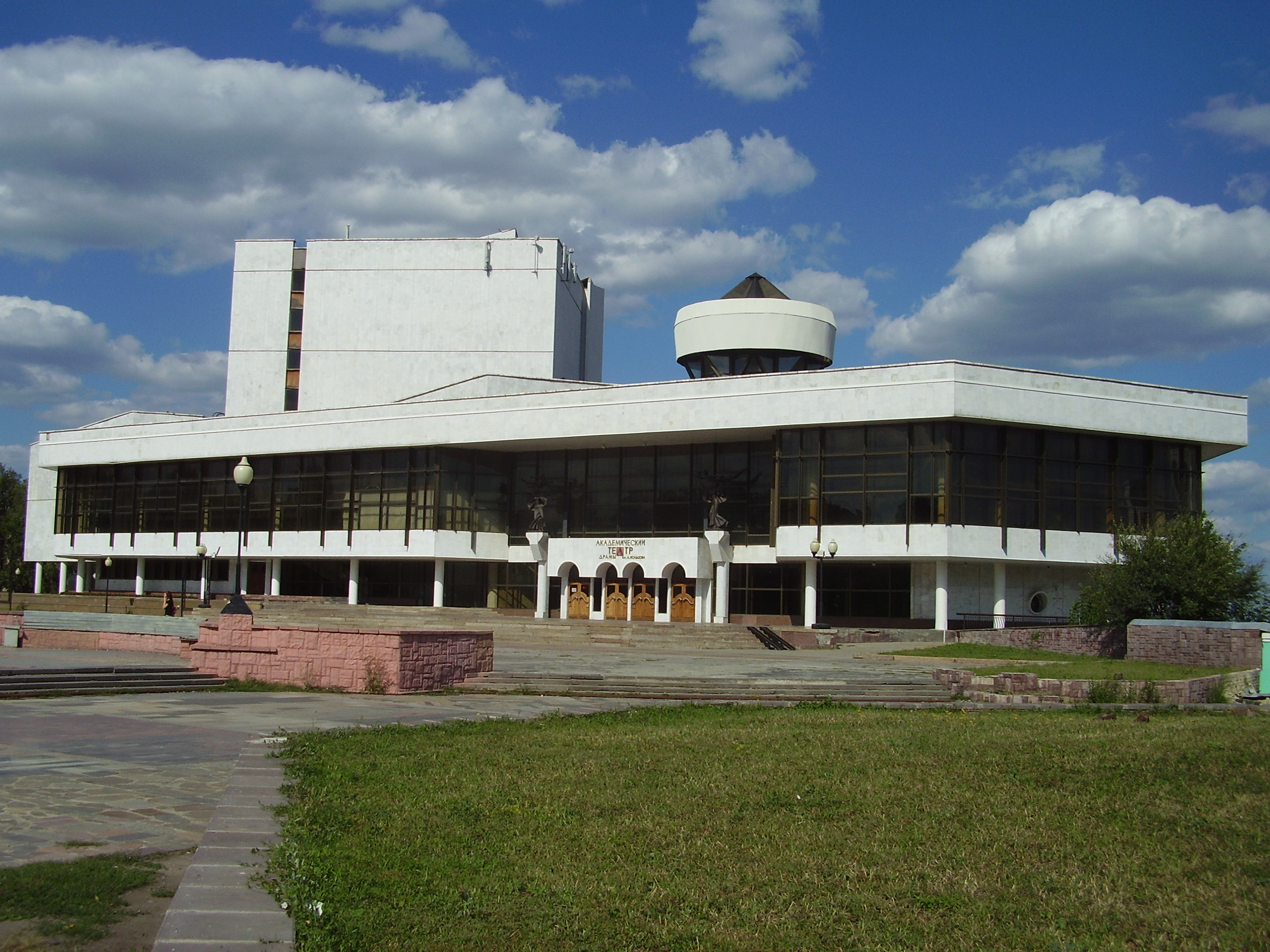
Воронежский концертный зал

В 2001 году театр получил вторую сцену в здании на Театральной улице, 17 (с 2012 года — Воронежский концертный зал). Проект нового здания разработали московские архитекторы Ф. М. Евсеев и М. Г. Евсеева, а в его сооружении принимали участие столичные инженеры В. Н. Глазов и Г. Л. Зеликман. 
В 2002 году театр был удостоен правительственной премии им. Фёдора Волкова, «За вклад в развитие театрального искусства России».

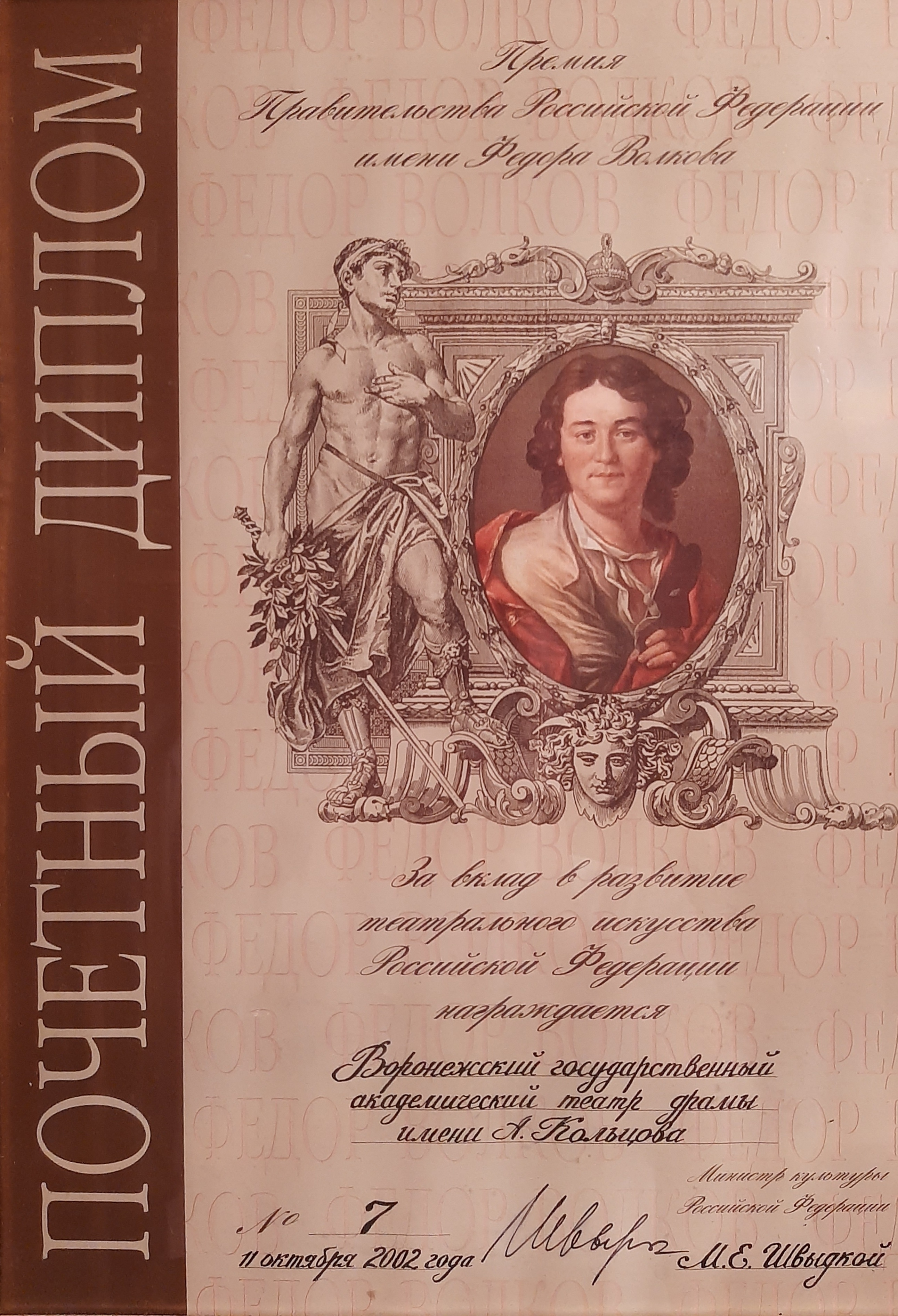
Премия Правительства Российской Федерации имени Федора Волкова за вклад в развитие театрального искусства Российской Федерации

В 2010 году главным режиссёром театра становится В. Петров; он, в соавторстве с Ю. Л. Купером, является автором проекта реконструкции старого здания театра, которая закончилась в 2011 году. К открытию нового здания были приурочены премьеры: «Река Потудань» А. П. Платонова на малой сцене и «Приручение строптивой» А. Зыстырца на большой.
В театре работали режиссёры: З. В. Белозорова (1936-1957), А. Я. Варшавский (1936—1938), С. Н. Воронов (1935—1938), И. А. Гриншпун (1964-1985), А. Л. Грипич (1951-1952), А. А. Добротин (1961-1964), А. Л. Дунаев (1947-1954), А.И. Канин (1908-1909, 1931-1934), В. В. Ланской (1964-1966), М.В. Логвинов (1978-1980), Г. В. Меньшенин (1965-1968, 1984-1988), В. И. Радун (1968-1971), В. И. Соловьёв (1971-1979). Ставили Р. Г. Виктюк (1986), М. А. Захаров (1987).
Знаменитые артисты, выступавшие в театре: М. С. Щепкин, П. С. Мочалов, Н. Х. Рыбаков, А. Е. Мартынов, С. В. Шумский, В. Н. Давыдов, В. П. Далматов, Г. Н. Федотова, П. А. Стрепетова, Н. П. Россов, М. Г. Савина, А. П. Ленский, М. В. Дальский, народная артистка РСФСР М. Н. Ермолова, А. А. Линтварёв, М. М. Петипа, П. Н. Орленёв, П. П. Струйский, В. Ф. Комиссаржевская, П. П. Гайдебуров, В. И. Никулин, Я. В. Орлов-Чужбинин, А. Л. Желябужский, народный артист СССР А. А. Остужев.

## Артисты, работавшие в театре в разные годы (в скобках указаны годы службы)
- Зоя Чекмасова, народная артистка РСФСР (1928-1934)
- Василий Флоринский, заслуженный артист РСФСР (1937-1955)
- Розалия Данилевская, заслуженная артистка РСФСР (1929-1941, 1943-1953)
- Роза Балашова (Матюшкина), народная артистка РСФСР (1948-1953)
- Михаил Зимбовский, народный артист РСФСР (1930-1961)
- Георгий Васильев, народный артист РСФСР (1934-1941)
- Сергей Папов, народный артист СССР (1940-1966)
- Аркадий Поляков, народный артист РСФСР (1927-1928, 1930-1942, 1951-1961)
- Владимир Шкурский, заслуженный артист РСФСР (1933-1978)
- Петр Вишняков, народный артист РСФСР (1935-1956)
- Борис Крачковский, заслуженный артист РСФСР (1934-1998)
- Галина Мачехина (1938-2002)
- Евгений Аристов (1936-1978)
- Алексей Чернов, народный артист РСФСР (1935-1956)
- Александр Полинский, заслуженный артист РСФСР (1940-1950)
- Василий Корзун, заслуженный артист РСФСР (1954-1960, 1966-1970)
- Юрий Платонов, заслуженный артист РСФСР (1957-1978)
- Николай Дубинский, народный артист РСФСР (1966-1973)
- Степан Ожигин, народный артист РСФСР (1955-1969)
- Борис Левицкий, заслуженный артист РСФСР (1946-1956, 1958-1987)
- Георгий Гладких, народный артист РСФСР (1976-1985)
- Римма Несмелова, заслуженная артистка РСФСР (1941-1947, 1949-1997)
- Кира Трапезникова, заслуженная артистка РСФСР (1945-1946, 1951-1996)
- Римма Мануковская, народная артистка РСФСР (1955-2003)
- Александр Новиков, заслуженный артист РСФСР (1955-1994)
- Евгений Смирнов, заслуженный артист РСФСР (1961-1965, 1967-1996)
- Владимир Седов, заслуженный артист РСФСР  (1971-1981)
- Леонид Броневой, народный артист СССР (1957-1961)
- Лидия Макарова, заслуженная артистка РСФСР (1957-1960)
- Алексей Эйбоженко (1956-1959)
- Валентина Долматова, заслуженная артистка РСФСР (1980-1990)
- Вадим Соколов, народный артист РСФСР (1966-2001)
- Анатолий Гладнев, народный артист России (1964-2023)
- Юрий Лактионов, заслуженный артист России (1972-2022)
- Юрий Кочергов, народный артист России (1968-1988, 1990-2010)
- Тамара Семёнова, народная артистка России (1965-2025)
- Людмила Кравцова, народная артистка России (1965-2010)
- Татьяна Краснопольская, народная артистка России (1971-2010)
- Евгений Малишевский, заслуженный артист России (1975-2024)
- Валерий Потанин,народный артист России (1979-2019)

## Труппа театра
- Сергей Карпов, народный артист России
- Константин Афонин, заслуженный артист России
- Валерий Блинов, заслуженный артист России
- Вячеслав Бухтояров, заслуженный артист России
- Елена Гладышева, заслуженная артистка России
- Татьяна Егорова, заслуженная артистка России
- Вячеслав Зайцев, заслуженный артист России
- Надежда Леонова, заслуженная артистка России
- Ольга Рыбникова, заслуженная артистка России
- Александр Смольянинов, заслуженный артист России
- Магдалена Магдалинина, заслуженная артистка Воронежской области
- Светлана Поваляева, заслуженная артистка Воронежской области
- Роман Слатвинский, заслуженный артист Воронежской области
- Юрий Смышников, заслуженный артист Воронежской области
- Николай Байбаков
- Татьяна Беляева
- Игорь Болдышев
- Жанна Бражникова
- Анна Гаврилова
- Вячеслав Гардер
- Дмитрий Гусев
- Екатерина Иванова
- Надежда Иванова
- Анна Кикас
- Анастасия Климушкина
- Егор Козаченко
- Ирина Кулешова
- Денис Кулиничев
- Владимир Летунов
- Екатерина Марсальская
- Максим Мещеряков
- Наталия Мирандола
- Дамир Миркамилов
- Дина Мищенко
- Артур Платов
- Александр Рубан
- Ирина Сорокина
- Милена Хорошко
- Алевтина Чернявская
- Евгений Чистяков
- Мария Щербакова
- Валентина Юрова

## Главные режиссёры
- Бережной Константин Тимофеевич — с 1926 года по 1928 год
- Самарин-Волжский Арнольд Маркович — с 1928 года по 1929 год
- Муромский Евгений Павлович — с 1929 года по 1930 год
- Энгелькрон Всеволод Михайлович — с 1930 года по 1935 год, с 1938 года по 1951 год
- Шишигин Фирс Ефимович — с 1956 года по 1960 год[6]
- Монастырский Пётр Львович — с 1965 года по 1967 год
- Гершт Меер Абрамович — с 1953 года по 1956 год, с 1967 года по 1969 год
- Дроздов, Глеб Борисович — с 1969 года по 1983 год
- Кузнецов Анатолий Тимофеевич — с 1983 года по 1987 год
- Иванов Анатолий Васильевич — с 1987 года по 1991 год. С 1991 года по 2009 год художественный руководитель[7]
- Петров, Владимир Сергеевич, с 2010 года по настоящее время (художественный руководитель)

## Репертуар

### Выдающиеся постановки прошлых лет
- «Любовь Яровая» К. Тренёва, реж. А. И. Канин (1927)
- «Бронепоезд 14-69» В. Иванова, реж. А. М. Самарин-Волжский (1933)
- «Мой друг» Н. Погодина, реж. В. М. Энгелькрон (1933)
- «Егор Булычёв и другие» М. Горького, реж. А. И. Канин (1933)
- «Бойцы» Б. Ромашова, реж. В. М. Энгелькрон (1934)
- «Достигаев и другие» М. Горького, реж. В. М. Энгелькрон (1934)
- «Гамлет» У. Шекспира, реж. В. М. Бебутов (1940)
- «Полководец Суворов» И. Бахтерева и А. Разумовского, реж. В. М. Энгелькрон (1941)
- «Дети Солнца» М. Горького, реж. В. М. Энгелькрон (1946)
- «Молодая гвардия» А. Фадеева, постановка В. М. Энгелькрона, реж. З. В. Белозорова (1947)
- «Сильные духом» Д. Медведева и А. Гребнёва, реж. В. А. Менчинский (1949)
- «Разлом» Б. Лавренёва, реж. А. Л. Грипич (1951)
- «Девицы-красавицы» А. Симукова, реж. А. Л. Грипич (1952)
- «От Полтавы до Гангута» И. Сельвинского, реж. М. А. Гершт (1956)
- «Третья патетическая» Н. Погодина, реж. Ф. Е. Шишигин (1958)
- «Алексей Кольцов» В. Кораблинова, реж. Ф. Е. Шишигин (1958)
- «Горькие травы» П. Проскурина, реж. П. Л. Монастырский (1966)
- «Трамвай «Желание» Т. Уильямса, реж. Г. Б. Дроздов (1970)
- «Хроника одного дня» Э. Пашнева и Г. Дроздова, реж. Г. Б. Дроздов (1973)
- «Посеешь ветер...» Э. Пашнева и Г. Дроздова, реж. Г. Б. Дроздов (1980)
- «Под золотым орлом» Я. Галана, реж. М. В. Логвинов (1979)
- «Женитьба» Н. Гоголя, реж. А. В. Иванов (1987)
- «Самоубийца» Н. Эрдмана, реж. А. В. Иванов (1989)
- «Прости меня, мой ангел белоснежный» («Безотцовщина») А. Чехова, реж. А. В. Иванов (1992)
- «Резвые крылья амура, или Бывшая Ваша благодетельница Меропа Мурзавецкая» (Волки и овцы) А. Островского, реж. А. В. Иванов (1993)
- «Бесприданница» А. Н. Островского, реж. А. В. Иванов (1994)
- «Вишнёвый сад» А. Чехова, реж. А. В. Иванов (2002)
- «Как это все далеко — любовь, весна и юность» по мотивам рассказов А. П. Платонова, реж. А. В. Иванов (2004)
- «Банкрот» А. Островского, реж. А. В. Иванов (2007)
- «Собачье сердце» М. Булгакова, реж. А. В. Иванов (2008)
- «Без вины виноватые» А. Островского, реж. В. Шахвердян (2009)
- «Арест» Ж. Ануя, реж. В. С. Петров (2010)
- «Чайка» А. Чехова, реж. В. С. Петров (2013)
- «Театр» М. Фрейна, реж. В. С. Петров (2014)
- «Гамлет» У. Шекспира, реж. В. С. Петров (2017)

### Текущий репертуар

#### Большая сцена
- «Женитьба», Н. Гоголь
- «Вишнёвый сад», А. Чехов
- «Американские горки», Э. Ассус
- «Итальянский брак», Э. де Филиппо
- «Ракушка», П. Кальдерон де ла Барка
- «Наши жёны», Э. Ассус
- «Тиль», Т. Горин
- «Маскарад», М. Лермонтов
- «Счастливый номер», Ж.-М. Шевре
- «Серафима», Ю. Суходольский
- «Король Лир», У. Шекспир
- «Ночь перед Рождеством», Н. Гоголь
- «На всякого мудреца довольно простоты», А. Островский
- «Звездный мальчик», О. Уайльд
- «Док Кихот», М. Булгаков
- «Маленькие трагедии», А. Пушкин
- «Не скажу», А. Цыпкин
- «Романтики», Э. Ростан
- «Визит дамы», Ф. Дюрренматт
- «Три сестры», А. Чехов
- «Мы все и Надежда», Б. Вахтин

#### Малая сцена
- «Метель», А. С. Пушкин (инсц. В. Сигарев)
- «Чук и Гек», А. Гайдар
- «Бумажный солдатик», по мотивам повести Б. Окуджавы «Будь здоров, школяр!»
- «С училища», А. Иванов
- «Весы», Е. Гришковец
- «Беглянки», К. Дютюрон, П. Пальмад
- «Сережа очень тупой», Д. Данилов
- «Мама, я блогер», А. Стрижевская
- «Дуры мы, дуры…», Д. Салимязнов

## Награды
- Премия Правительства Российской Федерации имени Фёдора Волкова за вклад в развитие театрального искусства Российской Федерации (20 августа 2002)[8].